# Ла-Баті-Дівізен
Ла-Баті́-Дівізе́н (фр. La Bâtie-Divisin) — колишній муніципалітет у Франції, у регіоні Овернь-Рона-Альпи, департамент Ізер. Населення — 895 осіб (2011).
Муніципалітет був розташований на відстані близько 450 км на південний схід від Парижа, 65 км на південний схід від Ліона, 38 км на північ від Гренобля.

## Історія
До 2015 року муніципалітет перебував у складі регіону Рона-Альпи. Від 1 січня 2016 року належав до нового об'єднаного регіону Овернь-Рона-Альпи.
1 січня 2016 року Ла-Баті-Дівізен, Лез-Абре i Фітільє було об'єднано в новий муніципалітет Лез-Абре-ан-Дофіне.

## Демографія
Динаміка населення (INSEE ):
Розподіл населення за віком та статтю (2006):
| Стать | Всього | До 15 років | 15-24 | 25-44 | 45-64 | 65-85 | Понад 85 |
| --- | ------ | ----------- | ----- | ----- | ----- | ----- | -------- |
| Чоловіки | 475    | 133         | 32    | 134   | 100   | 76    | 0        |
| Жінки | 376    | 75          | 36    | 129   | 92    | 44    | 0        |
| \| Статево-вікова піраміда \| Статево-вікова піраміда \| Статево-вікова піраміда \| \| ----------------------- \| ----------------------- \| ----------------------- \| \| Чоловіки \| Вік \| Жінки \| \| 0 \| 85 + \| 0 \| \| 8 \| 80-84 \| 0 \| \| 12 \| 75-79 \| 8 \| \| 28 \| 70-74 \| 20 \| \| 28 \| 65-69 \| 16 \| \| 20 \| 60-64 \| 24 \| \| 28 \| 55-59 \| 24 \| \| 20 \| 50-54 \| 20 \| \| 32 \| 45-49 \| 24 \| \| 55 \| 40-44 \| 35 \| \| 35 \| 35-39 \| 39 \| \| 16 \| 30-34 \| 43 \| \| 28 \| 25-29 \| 12 \| \| 8 \| 20-24 \| 20 \| \| 24 \| 15-20 \| 16 \| \| 55 \| 10-14 \| 35 \| \| 35 \| 5-9 \| 20 \| \| 43 \| 0-4 \| 20 \| |        |             |       |       |       |       |          |
| Статево-вікова піраміда |        |             |       |       |       |       |          |
| Чоловіки | Вік    | Жінки       |       |       |       |       |          |
| 0 | 85 +   | 0           |       |       |       |       |          |
| 8 | 80-84  | 0           |       |       |       |       |          |
| 12 | 75-79  | 8           |       |       |       |       |          |
| 28 | 70-74  | 20          |       |       |       |       |          |
| 28 | 65-69  | 16          |       |       |       |       |          |
| 20 | 60-64  | 24          |       |       |       |       |          |
| 28 | 55-59  | 24          |       |       |       |       |          |
| 20 | 50-54  | 20          |       |       |       |       |          |
| 32 | 45-49  | 24          |       |       |       |       |          |
| 55 | 40-44  | 35          |       |       |       |       |          |
| 35 | 35-39  | 39          |       |       |       |       |          |
| 16 | 30-34  | 43          |       |       |       |       |          |
| 28 | 25-29  | 12          |       |       |       |       |          |
| 8 | 20-24  | 20          |       |       |       |       |          |
| 24 | 15-20  | 16          |       |       |       |       |          |
| 55 | 10-14  | 35          |       |       |       |       |          |
| 35 | 5-9    | 20          |       |       |       |       |          |
| 43 | 0-4    | 20          |       |       |       |       |          |

## Економіка
2010 року серед 567 осіб працездатного віку (15—64 років) 430 були активними, 137 — неактивними (показник активності 75,8%, у 1999 році було 74,0%). З 430 активних мешканців працювало 406 осіб (220 чоловіків та 186 жінок), безробітними було 24 (7 чоловіків та 17 жінок). Серед 137 неактивних 48 осіб було учнями чи студентами, 51 — пенсіонерами, 38 були неактивними з інших причин.

У 2010 році в муніципалітеті числилось 352 оподатковані домогосподарства, у яких проживали 887,5 особи, медіана доходів виносила 19 990 євро на одного особоспоживача